# Andiperlodes holdgatei
Andiperlodes holdgatei är en bäcksländeart som beskrevs av Joachim Illies 1963. Andiperlodes holdgatei ingår i släktet Andiperlodes och familjen Gripopterygidae. Inga underarter finns listade i Catalogue of Life.